# 拟红紫珠
拟红紫珠（学名：Callicarpa pseudorubella）为马鞭草科紫珠属的植物，为中国的特有植物。分布在中国大陆的广东等地，常生于山坡路旁，目前尚未由人工引种栽培。